# Корпач (Молдова)
Корпач (рум. Corpaci) — село в Єдинецькому районі Молдови. Утворює окрему комуну. Село розташоване у місці впадіння річки Драгіште в річку Прут.